# (44) Nysa
(44) Nysa – planetoida z pasa głównego planetoid.

## Odkrycie
Została odkryta 27 maja 1857 roku w Paryżu przez Hermanna Goldschmidta. Nazwa planetoidy pochodzi od mitycznej, górzystej krainy Nysa w mitologii greckiej.

## Orbita
(44) Nysa okrąża Słońce w ciągu 3 lat i 284 dni w średniej odległości 2,43 j.a. Od nazwy tej asteroidy pochodzi określenie dla całej rodziny planetoid, które charakteryzują się podobnymi cechami, co Nysa, a nazywanej czasem rodziną Hertha.